# Lophothericles rubripes
Lophothericles rubripes är en insektsart som beskrevs av Marius Descamps 1977. Lophothericles rubripes ingår i släktet Lophothericles och familjen Thericleidae. Inga underarter finns listade i Catalogue of Life.